# Tetracytum lauri
Tetracytum lauri är en svampart som beskrevs av Vanderw. 1945. Tetracytum lauri ingår i släktet Tetracytum och familjen Nectriaceae.   Inga underarter finns listade i Catalogue of Life.